# Nekrolog 2. Quartal 1904
Nekrolog
◄◄
| ◄
| 1900
| 1901
| 1902
| 1903
| 1904 | 1905 | 1906 | 1907 | 1908 | ► | ►►
1. Quartal |
2. Quartal |
3. Quartal |
4. Quartal 1904
Weitere Ereignisse | Allgemeiner Nekrolog 1904
Die Beschreibung der verstorbenen Person sollte so kurz wie möglich gehalten sein und nur deren signifikante Tätigkeit(en) enthalten.
Neue Namen ggf. auch unter dem Geburts- und Sterbedatum, also etwa unter 1. Januar und im Geburts- und Sterbejahr (2024) eintragen (nur bei entsprechender großer Wichtigkeit). Für Beispiele siehe die schon vorhandenen Artikel.
Außerdem über die fünf zuletzt Verstorbenen, zu denen es einen ausreichend guten Artikel für eine Präsentation auf der Hauptseite gibt, nach der todesbedingten Überarbeitung der Artikel ggf. auch unter Wikipedia Diskussion:Hauptseite informieren und sie am besten auch in den anderen Wikipedia-Sprachversionen eintragen. Tipp: Regelmäßig bei news.google.de nach „ist tot“, „gestorben“ oder „verstorben“ suchen.
Wenn eine Person gestorben ist, gibt es viele Seiten zu dieser Person in der Wikipedia, die davon auch betroffen sind und entsprechend aktualisiert werden müssen. Beispiele: Namenübersichtsseite, Geburtsjahr, Geburtsort-Seiten und viele mehr.
Wie finde ich die betroffenen Seiten?
Im Suchfeld auf der linken Seite gibt man den Suchbegriff so ein: „Vorname Nachname“. Dann klickt man auf Volltext und alle Seiten mit entsprechendem Suchtext werden aufgerufen. Hier sieht man dann schnell, wo auch das Todesjahr Sinn macht oder sogar ein Teil des Artikels angepasst werden muss. Auch hilft das „Werkzeug“ auf der linken Seite sehr gut, um solche Seiten aufzufinden: „Links auf diese Seite“. Somit ist die Wikipedia wieder aktuell in allen Bereichen! Hinweis: bei Eintragung der Kategorie „Gestorben JAHR“ wird der Missbrauchsfilter 49 ausgelöst, was jedoch nicht schlimm ist. Siehe: Spezial:Missbrauchsfilter/49
Dies ist eine Liste von im zweiten Quartal 1904 verstorbenen bekannten Persönlichkeiten. Die Einträge erfolgen innerhalb der einzelnen Daten alphabetisch sortiert. Tiere sind im Nekrolog für Tiere zu finden.

## April
| Tag       | Name                                   | Beruf, bekannt als                                                                                | Alter | Beleg |
| --------- | -------------------------------------- | ------------------------------------------------------------------------------------------------- | ----- | ----- |
| 1. April  | Otto von Böhtlingk                     | deutscher Orientalist                                                                             | 88    |       |
| 1. April  | Richard Camenisch                      | Schweizer Anwalt und Politiker                                                                    | 66    |       |
| 1. April  | Wilhelmine Fliedner                    | Gründerin der Wilhelmine Fliedner Realschule                                                      | 68    |       |
| 1. April  | Lambert van Meerten                    | niederländischer Kunst- und Antiquitätensammler                                                   | 61    |       |
| 2. April  | John A. Peters                         | US-amerikanischer Politiker                                                                       | 81    |       |
| 2. April  | Karl Regenspursky von Régeny           | k.u.k Generalmajor und Militärschriftsteller                                                      | 54    |       |
| 2. April  | Johann Theodor Schirmer                | deutscher Hochschullehrer und Jurist                                                              | 76    |       |
| 3. April  | Ernest Monnington Bowden               | britischer Erfinder, Bowdenzug                                                                    |       |       |
| 3. April  | Adolf Koch                             | deutscher Architekt, Zeichner, Radierer und Fachschriftsteller                                    | 58    |       |
| 3. April  | Hubert Sattler                         | österreichischer Landschaftsmaler                                                                 | 87    |       |
| 4. April  | Louis Astruc                           | französischer Schriftsteller                                                                      | 47    |       |
| 4. April  | Emmy Braun                             | deutsche Kochbuchautorin                                                                          | 77    |       |
| 4. April  | Lorenz von Braunwart                   | deutscher Jurist                                                                                  | 77    |       |
| 4. April  | Felipe Santiago Gutiérrez              | mexikanischer Maler                                                                               | 79    |       |
| 4. April  | Americus V. Rice                       | US-amerikanischer Politiker                                                                       | 68    |       |
| 4. April  | Charles Soret                          | Schweizer Mineraloge und Physiker                                                                 | 49    |       |
| 5. April  | Frances Power Cobbe                    | irische Sozialreformerin, Frauenrechtlerin und Pionierin des Kampfes gegen Vivisektion            | 81    |       |
| 5. April  | Adrien de Braekeleer                   | belgischer Maler                                                                                  | 86    |       |
| 5. April  | Ernst zu Leiningen                     | Fürst zu Leiningen, britischer Admiral                                                            | 73    |       |
| 5. April  | John Houston Savage                    | US-amerikanischer Politiker                                                                       | 88    |       |
| 5. April  | Theodor Leberecht Steingräber          | deutscher Musikverleger                                                                           | 74    |       |
| 6. April  | Gaudenzio Bonfigli                     | italienischer Ordensgeistlicher, römisch-katholischer Erzbischof und Diplomat des Heiligen Stuhls | 73    |       |
| 6. April  | Ernst Wilhelm Bursche                  | polnischer evangelischer Pfarrer                                                                  | 72    |       |
| 6. April  | Émile de Kératry                       | französischer Politiker                                                                           | 72    |       |
| 6. April  | Isidor Silbernagl                      | deutscher Kirchenhistoriker und Kanonist                                                          | 72    |       |
| 7. April  | Timothy J. Campbell                    | US-amerikanischer Jurist und Politiker                                                            | 64    |       |
| 7. April  | James Staats Forbes                    | britischer Manager und Kunstsammler                                                               | 81    |       |
| 8. April  | Martin Söhle                           | deutscher Notar und Bankier                                                                       | 72    |       |
| 8. April  | Friedrich Wailand                      | österreichischer Maler                                                                            | 82    |       |
| 8. April  | Justus Schneider                       | deutscher Arzt und Schriftsteller                                                                 | 62    |       |
| 9. April  | Johann Nepomuk Beck                    | Opernsänger (Bariton)                                                                             | 76    |       |
| 9. April  | Isabella II.                           | Königin von Spanien                                                                               | 73    |       |
| 9. April  | Oliver S. Kelly                        | US-amerikanischer Unternehmer und technischer Pionier                                             |       |       |
| 9. April  | Adolf Zehlicke                         | deutscher Lehrer und Schriftsteller                                                               | 69    |       |
| 10. April | Hugo Samuel von Richthofen             | deutscher Verwaltungsjurist, Oberpräsident in Ostpreußen                                          | 61    |       |
| 11. April | Franz Stahr                            | Generalarzt der Preußischen Armee                                                                 | 61    |       |
| 12. April | Käthe Freiligrath-Kroeker              | deutsche Übersetzerin und Dichterin                                                               | 58    |       |
| 12. April | Fidel Kröner                           | österreichischer Steinmetz und Baumeister                                                         | 65    |       |
| 12. April | Gustav Poensgen                        | deutscher Industrieller und Kommerzienrat                                                         | 79    |       |
| 12. April | Hugo Praetorius                        | deutscher Politiker und Gutsbesitzer in Pommern, MdR                                              | 69    |       |
| 13. April | Stepan Ossipowitsch Makarow            | russischer Admiral und Polarforscher                                                              | 55    |       |
| 13. April | Jenny Rauch                            | deutsche Theaterschauspielerin                                                                    | 24    |       |
| 13. April | Saitō Ryokuu                           | japanischer Schriftsteller                                                                        | 36    |       |
| 13. April | Michail Petrowitsch Wassiljew          | russischer Marineoffizier, Kommandant des ersten russischen Eisbrechers                           | 46    |       |
| 13. April | Wassili Wassiljewitsch Wereschtschagin | russischer Schlachtenmaler                                                                        | 61    |       |
| 14. April | Robert Coeler                          | deutscher Verwaltungsbeamter                                                                      | 41    |       |
| 14. April | Alfred von Saldern                     | deutscher Geheimer Regierungsrat, preußischer Landrat und Polizeidirektor in Charlottenburg       | 74    |       |
| 15. April | Michelangelo Celesia                   | Erzbischof von Palermo, Kardinal                                                                  | 90    |       |
| 15. April | Eugen Dieterich                        | deutscher Chemiker und Unternehmer                                                                | 63    |       |
| 15. April | Ernst von Grolman                      | preußischer Offizier, zuletzt General der Infanterie                                              | 71    |       |
| 15. April | Maximilian Kronberger                  | deutsches Mitglied des George-Kreises                                                             | 16    |       |
| 16. April | Samuel Smiles                          | schottischer Moralschriftsteller                                                                  | 91    |       |
| 16. April | Andrew H. Ward                         | US-amerikanischer Politiker                                                                       | 89    |       |
| 17. April | Georg von Alten                        | preußischer Generalmajor                                                                          | 55    |       |
| 18. April | Boghos Bedros XI. Emanuelian           | Patriarch von Kilikien der Armenisch-katholischen Kirche                                          | 75    |       |
| 18. April | Sumner Paine                           | US-amerikanischer Sportschütze                                                                    | 35    |       |
| 18. April | Karl von Schelling                     | bayerischer Verwaltungsbeamter                                                                    | 59    |       |
| 19. April | John Reilly                            | US-amerikanischer Politiker                                                                       | 68    |       |
| 19. April | Friedrich zu Solms-Baruth              | Herrschaftsbesitzer, Reichstagsabgeordneter                                                       | 82    |       |
| 19. April | Marie Wille                            | deutsche Stifterin                                                                                | 72    |       |
| 20. April | Friedrich von Kühlwetter               | deutscher Verwaltungsbeamter und Parlamentarier                                                   | 67    |       |
| 21. April | Emil Rittmeyer                         | Schweizer Maler                                                                                   | 83    |       |
| 21. April | Albert Schneider                       | schweizerischer Rechtswissenschaftler und Romanist                                                | 67    |       |
| 22. April | Thomas Fellner                         | österreichischer Archivar, Historiker und Hochschullehrer                                         | 52    |       |
| 22. April | Albert Grün                            | Revolutionär 1848/49, Lehrer und Autor                                                            | 81    |       |
| 22. April | Hugo Richter-Lefensdorf                | deutscher Landschafts-, Bildnis- und Stilllebenmaler sowie Radierer                               | 50    |       |
| 24. April | Friedrich Ecklin                       | Schweizer evangelischer Geistlicher                                                               | 73    |       |
| 24. April | Amélie Linz                            | deutsche Schriftstellerin                                                                         | 79    |       |
| 24. April | Norodom I.                             | kambodschanischer König                                                                           |       |       |
| 24. April | William Pittenger                      | US-amerikanischer Soldat der Unionsarmee und Schriftsteller                                       | 64    |       |
| 24. April | Joseph Powell                          | US-amerikanischer Politiker                                                                       | 75    |       |
| 25. April | Octave Gréard                          | französischer Pädagoge                                                                            | 76    |       |
| 25. April | Christoph Muth                         | hessischer Politiker                                                                              | 73    |       |
| 26. April | John Kissig Cowen                      | US-amerikanischer Politiker                                                                       | 59    |       |
| 27. April | Louis Cassirer                         | deutscher Industrieller                                                                           | 65    |       |
| 27. April | Edgar Kurz                             | deutscher Lyriker und Arzt                                                                        | 51    |       |
| 27. April | Gustav Trockenbrodt                    | deutscher Jurist, Schriftsteller und Heimatdichter                                                | 34    |       |
| 27. April | Mychajlo Staryzkyj                     | ukrainischer Kulturaktivist, Schriftsteller, Dichter und Dramatiker                               | 63    |       |
| 28. April | Stephan Gschwind                       | Schweizer Unternehmer                                                                             | 50    |       |
| 28. April | Jacob Hildenbrand                      | deutscher Geologe                                                                                 | 77    |       |
| 28. April | Friedrich Revertera von Salandra       | österreichisch-ungarischer Diplomat und Politiker                                                 | 77    |       |
| 29. April | Pierre Goux                            | französischer Bischof                                                                             | 77    |       |
| 29. April | Friedrich Plehn                        | deutscher Tropenmediziner                                                                         | 42    |       |
| 30. April | Gustav Rumpel                          | deutscher Architekt                                                                               | 59    |       |

## Mai
| Tag     | Name                                 | Beruf, bekannt als                                                                           | Alter | Beleg |
| ------- | ------------------------------------ | -------------------------------------------------------------------------------------------- | ----- | ----- |
| 1. Mai  | Olaf Aakrann                         | norwegischer Maler                                                                           | 47    |       |
| 1. Mai  | Antonín Dvořák                       | böhmischer Komponist                                                                         | 62    |       |
| 1. Mai  | Wilhelm His                          | Schweizer Anatom                                                                             | 72    |       |
| 1. Mai  | Andrew Kiefer                        | US-amerikanischer Politiker                                                                  | 71    |       |
| 2. Mai  | Mathilde Esch                        | mährische Genremalerin                                                                       | 89    |       |
| 2. Mai  | Konstantin Höhlbaum                  | deutscher Historiker und Archivar                                                            | 54    |       |
| 2. Mai  | Alfred-Bernard Meyer                 | französischer Maler und Kunsthandwerker (Émailleur)                                          | 71    |       |
| 3. Mai  | Paulus Motz                          | deutscher Mundartdichter                                                                     | 86    |       |
| 3. Mai  | George Van Horn                      | US-amerikanischer Jurist und Politiker                                                       | 54    |       |
| 4. Mai  | Ashbel P. Fitch                      | US-amerikanischer Jurist und Politiker                                                       | 55    |       |
| 4. Mai  | Dominikus Ringeisen                  | deutscher katholischer Theologe und Begründer der Ursberger Anstalt                          | 68    |       |
| 5. Mai  | Mór Jókai                            | ungarischer Schriftsteller und Journalist                                                    | 79    |       |
| 5. Mai  | Emma Mampe-Babnigg                   | österreichische Opernsängerin (Sopran) und Gesangspädagogin                                  | 79    |       |
| 6. Mai  | Otto Bender                          | deutscher Kommunalpolitiker                                                                  | 56    |       |
| 6. Mai  | Franz von Lenbach                    | deutscher Maler                                                                              | 67    |       |
| 6. Mai  | Charles Feodor Welsch                | deutscher Landschaftsmaler                                                                   | 76    |       |
| 6. Mai  | Alexander William Williamson         | britischer Chemiker                                                                          | 80    |       |
| 7. Mai  | Manuel Candamo                       | peruanischer Präsident (1895 und 1903–1904)                                                  | 62    |       |
| 7. Mai  | Peter Hille                          | deutscher Schriftsteller                                                                     | 49    |       |
| 7. Mai  | Andrew McNally                       | US-amerikanischer Kartenverleger                                                             |       |       |
| 7. Mai  | William A. J. Sparks                 | US-amerikanischer Politiker                                                                  | 75    |       |
| 8. Mai  | Edwin von Drenkmann                  | deutscher Jurist, Präsident des Kammergerichts                                               | 77    |       |
| 8. Mai  | Eadweard Muybridge                   | englischer Fotograf und Pionier der Fototechnik                                              | 74    |       |
| 8. Mai  | Frederick York Powell                | britischer Historiker                                                                        | 54    |       |
| 9. Mai  | Josef Borjan                         | österreichisch-böhmischer Politiker                                                          |       |       |
| 9. Mai  | Bonaventura Gargiulo                 | italienischer römisch-katholischer Priester, Kapuziner und Bischof des Bistums San Severo    | 61    |       |
| 10. Mai | Carl Böhme                           | deutscher Jurist und liberaler Politiker, MdR, MdL (Königreich Sachsen)                      | 61    |       |
| 10. Mai | Rosina Gschwind-Hofer                | Schweizer Lehrerin und Frauenrechtlerin                                                      | 63    |       |
| 10. Mai | Ernst Iffland                        | deutscher Politiker, Kabinettschef im Land Schaumburg-Lippe                                  | 83    |       |
| 10. Mai | Andrei Petrowitsch Rjabuschkin       | russischer Maler                                                                             | 42    |       |
| 10. Mai | Henry Morton Stanley                 | britisch-amerikanischer Journalist, Afrikaforscher und Buchautor                             | 63    |       |
| 11. Mai | Hans Grisebach                       | deutscher Architekt                                                                          | 55    |       |
| 11. Mai | David Breakenridge Read              | kanadischer Rechtsanwalt, Autor und Politiker                                                | 80    |       |
| 12. Mai | Paul Chapuis                         | Schweizer evangelischer Geistlicher und Hochschullehrer                                      | 53    |       |
| 12. Mai | Andrew Hickenlooper                  | US-amerikanischer Offizier und Politiker                                                     | 66    |       |
| 13. Mai | Eugen Kumičić                        | kroatischer Lehrer, Politiker und Schriftsteller                                             | 54    |       |
| 13. Mai | Ottokar Lorenz                       | österreichisch-deutscher Historiker und Genealoge                                            | 71    |       |
| 13. Mai | Gabriel Tarde                        | französischer Soziologe                                                                      | 61    |       |
| 14. Mai | Emilie von der Embde                 | deutsche Bildnis-, Genre-, Landschafts- und Blumenmalerin                                    | 87    |       |
| 14. Mai | Eduard Koschwitz                     | deutscher Romanist, Mediävist, Provenzalist und Phonetiker                                   | 52    |       |
| 14. Mai | Karl Gustav Manitius                 | lutherischer Theologe                                                                        | 80    |       |
| 14. Mai | James McGee                          | kanadischer Eishockey- und Canadian-Football-Spieler                                         | 24    |       |
| 14. Mai | Hans Miksch                          | österreichischer Architekt                                                                   | 57    |       |
| 15. Mai | Carl Heinrich Martin Bauer           | deutscher Architekt und Politiker, MdHB, MdR                                                 | 74    |       |
| 15. Mai | Étienne-Jules Marey                  | französischer Physiologe und Erfinder                                                        | 74    |       |
| 15. Mai | Chajim Slonimski                     | polnischer hebräischer wissenschaftlicher Schriftsteller und Journalist                      | 94    |       |
| 17. Mai | Pauline von Sachsen-Weimar-Eisenach  | Erbgroßherzogin von sachsen-Weimar-Eisenach                                                  | 51    |       |
| 17. Mai | Otto von Wackerbarth                 | deutscher Rittergutsbesitzer und Politiker, MdR                                              | 81    |       |
| 18. Mai | Heinrich Ahrens                      | deutscher Steinbildhauer, Heraldiker, Sachbuchautor zur Geschichte Hannovers und Herausgeber | 59    |       |
| 19. Mai | Korla Awgust Kocor                   | sorbischer Komponist                                                                         | 81    |       |
| 19. Mai | Moses A. McCoid                      | US-amerikanischer Politiker                                                                  | 63    |       |
| 19. Mai | Peter Staub                          | US-amerikanischer Politiker                                                                  | 77    |       |
| 19. Mai | Jamshedji Tata                       | indischer Unternehmer; Vater der indischen Industrialisierung                                | 65    |       |
| 19. Mai | Hugo Weber                           | deutscher klassischer Philologe, Germanist und Schulleiter                                   | 71    |       |
| 20. Mai | Bodo von Bülow                       | deutscher Jurist, Staatsrat und Vorsitzender des Finanzministeriums                          | 69    |       |
| 20. Mai | William Wallace                      | US-amerikanischer Drahtfabrikant und Erfinder                                                | 79    |       |
| 21. Mai | Karl Dietz                           | deutscher Psychiater                                                                         | 44    |       |
| 21. Mai | Adolf Müller-Palm                    | deutscher Journalist, Schriftsteller und Zeitungsverleger                                    | 64    |       |
| 21. Mai | Paul Friedrich zu Mecklenburg        | deutscher Adeliger                                                                           | 22    |       |
| 22. Mai | Charles Elwood Brown                 | US-amerikanischer Politiker (Republikanische Partei)                                         | 69    |       |
| 22. Mai | Carl Timmerman                       | deutscher Unternehmer und Politiker (Zentrum), MdR                                           | 76    |       |
| 22. Mai | Georges Gilles de la Tourette        | französischer Neurologe und Rechtsmediziner, beschrieb 1885 das Tourette-Syndrom             | 46    |       |
| 22. Mai | Ueno Hikoma                          | japanischer Fotograf                                                                         | 65    |       |
| 23. Mai | Karl Christian Andreae               | deutscher Maler                                                                              | 81    |       |
| 23. Mai | Robert McLachlan                     | englischer Entomologe                                                                        | 67    |       |
| 23. Mai | August Schwartz                      | Drucker, Buchhändler und Ansichtskartenerfinder                                              | 66    |       |
| 23. Mai | Jakob Wirz                           | deutscher Fabrikant in Moskau                                                                | 48    |       |
| 24. Mai | Friedrich Siemens                    | deutscher Industrieller, Bruder von Werner von Siemens                                       | 77    |       |
| 25. Mai | Victor Merz                          | Schweizer Chemiker und Hochschullehrer                                                       | 64    |       |
| 26. Mai | Claas Hugo Humbert                   | deutsch-französischer Schriftsteller                                                         | 73    |       |
| 27. Mai | Karl Friedrich Wilhelm von Bomsdorff | preußischer Generalmajor                                                                     | 77    |       |
| 27. Mai | Charles Christopher Sheats           | US-amerikanischer Rechtsanwalt und Politiker                                                 | 65    |       |
| 28. Mai | Joseph B. Cheadle                    | US-amerikanischer Politiker                                                                  | 61    |       |
| 28. Mai | Kicking Bear                         | indianischer Häuptling und Medizinmann der Oglala-(Minneconjou)-Lakota-Sioux                 | 58    |       |
| 28. Mai | Matthew Quay                         | US-amerikanischer Politiker                                                                  | 70    |       |
| 29. Mai | Wilhelm Volck                        | deutscher Theologe und Hochschullehrer                                                       | 68    |       |
| 30. Mai | Robert Aßmus                         | deutscher Landschaftsmaler und Illustrator                                                   | 66    |       |
| 30. Mai | Friedrich Wilhelm II.                | Großherzog von Mecklenburg-Strelitz                                                          | 84    |       |
| 30. Mai | Anton Goldmann                       | österreichischer Industrieller und Pionier des Kamerabaus                                    | 74    |       |
| 30. Mai | Hermann Rollett                      | österreichischer Dichter des Vormärz, Kunstschriftsteller und Heimatforscher                 | 84    |       |
| 31. Mai | Alberto Blanc                        | italienischer Diplomat                                                                       | 68    |       |
| 31. Mai | Friedrich Braun                      | deutscher lutherischer Theologe und Geistlicher                                              | 53    |       |
| 31. Mai | Eduard Majsch                        | slowakisch-österreichischer Maler                                                            | 62    |       |
| 31. Mai | Konrad Patzenhofer                   | österreichisch-ungarischer Industrieller                                                     | 82    |       |

## Juni
| Tag      | Name                           | Beruf, bekannt als                                                                                              | Alter | Beleg |
| -------- | ------------------------------ | --- | ----- | ----- |
| 1. Juni  | Franz Falkson                  | deutscher Kommunalpolitiker, Erster Bürgermeister von Weißenfels                                                | 53    |       |
| 1. Juni  | Benjamin F. Gue                | US-amerikanischer Politiker                                                                                     | 75    |       |
| 1. Juni  | Stephan Waetzoldt              | deutscher Romanist und Germanist                                                                                | 54    |       |
| 1. Juni  | George Frederic Watts          | englischer Maler                                                                                                | 87    |       |
| 3. Juni  | Jovan Jovanović Zmaj           | serbischer Dichter                                                                                              | 70    |       |
| 3. Juni  | Eduard Wlassack                | Jurist in der Verwaltung der Wiener Hoftheater                                                                  | 62    |       |
| 4. Juni  | Elizabeth MacNicol             | schottische Malerin                                                                                             | 34    |       |
| 5. Juni  | Sami Frashëri                  | albanischer Literat                                                                                             | 54    |       |
| 7. Juni  | Otto von Heinemann             | deutscher Bibliothekar und Historiker                                                                           | 80    |       |
| 7. Juni  | Carl Helsted                   | dänischer Flötist, Komponist und Gesangspädagoge                                                                | 86    |       |
| 7. Juni  | Hermann Herzog                 | deutscher Textilfabrikant und Politiker (FVp), MdR                                                              | 59    |       |
| 8. Juni  | Christian Eckermann            | deutscher Tiefbauingenieur                                                                                      | 70    |       |
| 8. Juni  | Friedrich Ludwig Knapp         | deutscher Techniker                                                                                             | 90    |       |
| 8. Juni  | Ernest Pillow                  | US-amerikanischer Politiker                                                                                     | 48    |       |
| 9. Juni  | Lucie Berlin                   | deutsches Mordopfer                                                                                             | 8     |       |
| 9. Juni  | Henry Gray Turner              | US-amerikanischer Politiker                                                                                     | 65    |       |
| 9. Juni  | Julius von Voigts-Rhetz        | preußischer Offizier, zuletzt General der Artillerie                                                            | 82    |       |
| 10. Juni | Alwil Pacher von Theinburg     | österreichischer Industrieller                                                                                  | 64    |       |
| 10. Juni | Carl Weitbrecht                | deutscher Diakon, Schriftsteller, Literaturhistoriker und Hochschullehrer                                       | 56    |       |
| 11. Juni | Paul von Brand                 | preußischer Gutsbesitzer und Politiker, MdR                                                                     | 72    |       |
| 11. Juni | Clas Theodor Odhner            | schwedischer Historiker                                                                                         | 67    |       |
| 12. Juni | Henri Lachambre                | französischer Luftfahrtpionier und Hersteller von Wasserstoffballonen                                           | 57    |       |
| 12. Juni | Camille de Renesse             | belgischer Graf, Unternehmer und Autor                                                                          | 67    |       |
| 13. Juni | Wilhelm von Zahn               | deutscher Mathematiker und Pädagoge                                                                             | 65    |       |
| 14. Juni | Andrew Humphreys               | US-amerikanischer Politiker                                                                                     | 83    |       |
| 14. Juni | Nikiforos Lytras               | griechischer Maler                                                                                              |       |       |
| 15. Juni | Elard Briegleb                 | deutscher Geistlicher und Dialektdichter                                                                        | 82    |       |
| 15. Juni | Karl Knabl                     | deutscher Maler                                                                                                 | 54    |       |
| 16. Juni | Victor Hecht                   | Alpinist und Jurist                                                                                             |       |       |
| 16. Juni | Eugen Schauman                 | finnischer Nationalist                                                                                          | 29    |       |
| 16. Juni | Hugo Schultz                   | deutscher Jurist und Politiker                                                                                  | 65    |       |
| 17. Juni | Nikolai Iwanowitsch Bobrikow   | russischer Generalgouverneur von Finnland                                                                       | 65    |       |
| 17. Juni | James Herron Hopkins           | US-amerikanischer Politiker                                                                                     | 71    |       |
| 17. Juni | Wilhelm Lambrecht              | deutscher Messinstrumentenbauer und Unternehmer                                                                 | 69    |       |
| 17. Juni | Guido Uhlemann                 | deutscher Gutsbesitzer und konservativer Politiker, MdL (Königreich Sachsen)                                    | 80    |       |
| 18. Juni | Franz Joseph Keßler            | deutscher Bürgermeister und Politiker (Zentrum), MdR                                                            | 65    |       |
| 19. Juni | Melchior Britschgi             | Schweizer Politiker und Hotelier                                                                                | 74    |       |
| 19. Juni | Friedrich Wilhelm Schirrmacher | deutscher Mittelalterhistoriker und Hochschullehrer                                                             | 80    |       |
| 20. Juni | George Washington Stephens     | kanadischer Anwalt und Politiker                                                                                | 71    |       |
| 21. Juni | David P. Richardson            | US-amerikanischer Politiker                                                                                     | 71    |       |
| 22. Juni | Karl von Stremayr              | österreichischer Jurist und Politiker                                                                           | 80    |       |
| 23. Juni | Friedrich Biermann             | bremischer Zigarrenfabrikant                                                                                    | 66    |       |
| 24. Juni | Frederick Field Bullard        | US-amerikanischer Komponist                                                                                     | 39    |       |
| 24. Juli | Fulvio Fulgonio                | italienischer Schriftsteller und Librettist                                                                     | 72    |       |
| 24. Juni | Franz Hervay von Kirchberg     | österreichischer Bezirkshauptmann                                                                               | 33    |       |
| 24. Juni | Carlos D. Shelden              | US-amerikanischer Politiker                                                                                     | 64    |       |
| 25. Juni | Wilhelm Jordan                 | deutscher Schriftsteller und Politiker                                                                          | 85    |       |
| 25. Juni | Warring Kennedy                | 28. Bürgermeister von Toronto                                                                                   | 76    |       |
| 25. Juni | James A. McKenzie              | US-amerikanischer Politiker                                                                                     | 63    |       |
| 25. Juni | Gustav Nick                    | deutscher Bibliothekar                                                                                          | 66    |       |
| 25. Juni | Zacharias Oppenheimer          | deutscher Mediziner und Hochschullehrer                                                                         | 74    |       |
| 25. Juni | Sarah Wyman Whitman            | US-amerikanische Künstlerin                                                                                     | 61    |       |
| 26. Juni | Karl Breitbach                 | deutscher Landschafts-, Genre-, Porträt- und Aquarellmaler                                                      | 71    |       |
| 26. Juni | Paul Dangla                    | französischer Radrennfahrer                                                                                     | 22/26 |       |
| 27. Juni | Dagobert Friedlaender          | Bankier | 78    |       |
| 27. Juni | Edmund Kanoldt                 | deutscher Maler                                                                                                 | 59    |       |
| 28. Juni | Daniel Decatur Emmett          | US-amerikanischer Liedermacher und Entertainer                                                                  | 88    |       |
| 28. Juni | John Ford House                | US-amerikanischer Politiker                                                                                     | 77    |       |
| 28. Juni | Paul Pradier-Fodéré            | französischer Jurist und Publizist                                                                              | 76    |       |
| 29. Juni | Gustav Hempel                  | deutscher Forstwirt und Hochschullehrer                                                                         | 61    |       |
| 29. Juni | John L. Mitchell               | US-amerikanischer Politiker                                                                                     | 61    |       |
| 30. Juni | Eduard Goebel                  | deutscher Philologe, Gymnasialdirektor sowie Mitglied des preußischen Abgeordnetenhauses für die Zentrumspartei | 73    |       |